# 荠苨
荠苨（学名：Adenophora trachelioides）是桔梗科沙参属的植物。分布于中国大陆的安徽、浙江、山东、辽宁、河北、江苏等地，生长于海拔1,000米的地区，多生于山坡草地以及林缘，目前尚未由人工引种栽培。

## 别名
心叶沙参、杏叶菜、老母鸡肉

## 异名
- Adenophora trachelioides Maxim. ssp. giangsuensis Hong

## 外部連結
- 薺苨, Qini 藥用植物圖像數據庫 (香港浸會大學中醫藥學院) （繁體中文）（英文）

## 延伸阅读
[在维基数据编辑]
 《欽定古今圖書集成·博物彙編·草木典·薺苨部》，出自陈梦雷《古今圖書集成》
 《植物名實圖考·薺苨》，出自吳其濬《植物名實圖考》